# Crisis demográfica en Ucrania

Población en miles de habitantes.

Ucrania se encuentra en una fase de crisis demográfica debido a su alta tasa de mortalidad y su baja tasa de natalidad. La actual tasa de natalidad de Ucrania es de 11 nacimientos por cada 1000 personas, y la tasa de mortalidad es de 16,3 muertes por 1000 habitantes. Un factor que contribuye a la relativamente alta tasa de mortalidad entre los varones en edad de trabajar son causas prevenibles, como el consumo de alcohol y tabaco. En 2008, la población del país sufrió uno de los descensos más rápidos del mundo: crecimiento -0,5%. La ONU advirtió de que la población de Ucrania podría reducirse en 10 millones de personas hacia 2050 si las tendencias no mejoran.

## Reformas
En marzo de 2009, el Gobierno ucraniano reformó el sistema de atención sanitaria, se creó una red nacional de salud para la familia y se mejoraron los servicios médicos de urgencias.